# NGC 1636
NGC 1636 este o galaxie spirală situată în constelația Eridanul. A fost descoperită în 30 ianuarie 1786 de către William Herschel. Se află la o distanță de 56,74 de megaparseci de Pământ.